# María Teresa March Alcalá
María Teresa March Alcalá (Barcelona, 13 de gener de 1930 - 12 de novembre de 2001) és una escriptora catalana, principalment de novel·les rosa sota els pseudònims de Laura Denis, Síndola Martín i Amanda Román a més de novel·les de l'oest sota el pseudònim Mark Sten. És germana de la també escriptora Susana March.

## Biografia
María Teresa March Alcalá va néixer el 13 de gener de 1930 a Barcelona. Igual que la seva germana major Susana March, va començar publicant populars novel·les roses, baix diversos pseudònims. A més de publicar novel·les, va escriure algunes adaptacions, guanyant amb Prohibido aparcar en 1968 el concurs de guions originals per a Televisió Espanyola. En 1972, va voler escriure un assaig sociològic sobre la novel·la rosa. En 1977 la seva primera novel·la llarga i dramàtica Los inocentes va guanyar el certamen Eulalio Ferrer. També va publicar novel·les de l'oest.
| «              | "Yo he vivido siempre rodeada de gente de letras: mi hermana, Susana March, mi cuñado, Ricardo Fernández de la Reguera, mi marido es guionista de cine, todos los amigos están en ese mundo, y hasta los hijos, que vienen pegando. Pero, antes que nada, aunque el ambiente en que se vive influye mucho, yo escribo porque me lo paso bien. No es una evasión, pero la verdad es que me divierte escribir. Si no, no lo haría." | » |
| — Teresa March | |   |

### Com a Laura Denis
- Amor entre brumas (1956)
- Sonata de amor (1956)
- El pasado de un hombre	 (1957)
- Esposa a sueldo (1957)
- Ha pasado el circo (1957)
- Las dudas de Jacqueline (1957)
- Noemí, la esclava blanca (1957)
- Para siempre (1958)
- Sin amor (1958)

### Com a Teresa March
- Los inocentes (1977)

### Com a Amanda Román
- Ariadna y los hombres	(1981)
- La eterna juventud	(1982)
- Ciega pasión	(1982)
- La malcasada	(1982)
- La muchacha de oro	(1982)
- Más allá del amor y de la muerte	(1982)
- Sed de amar	(1982)
- Dinero y pasión	(1982)
- El arte de amar	(1982)
- Patricia vuelve a casa	(1982)
- Volver al amor	(1982)
- Entre el amor y la gloria	(1982)
- Un corazón a la deriva	(1982)
- Una mujer llamada Ángel	(1982)
- Un símbolo, un sueño, un imposible…	(1983)
- El despertar del amor	(1983)
- Ardiente amanecer	(1983)
- Dos mujeres y el amor	(1983)
- Una mujer de negocios	(1983)
- El verdadero amor	(1983)
- Venganza de mujer	(1983)
- Dos hombres y una mujer	(1984)
- No me dejes	(1984)
- Brumas de pasión	(1984)
- Mi querido guardaespaldas	(1984)

### Com a Mark Sten
- Dos cabalgan juntos	(1986)
- Historia de un sheriff	(1986)
- A sangre y fuego	(1986)
- Un caballero en el Oeste	(1986)
- El sabor de la venganza	(1986)
- Pena de muerte	(1986)
- Sangre en la ruta de Oregón	(1986)
- Más allá del terror y la muerte	(1986)
- Un cadáver cubierto de barro	(1986)
- La hija del Diablo	(1986)
- Sangre india	(1986)
- La hija del sheriff	(1986)
- Orgía de sangre	(1986)
- El hombre de oro	(1986)
- Libre como un mustang	(1987)
- Rapto salvaje	(1987)
- ¡Dispara! luego pregunta	(1987)
- El manantial envenenado	(1987)
- Siete revólveres	(1987)
- El hombre marcado	(1987)
- Llega el pacificador	(1987)
- El oro de la muerte	(1987)
- La ley del destino	(1987)